# Пол Ванден Буйнантс
Пол Ванден Буйнантс (на френски: Paul Vanden Boeynants) е белгийски политик от Социалхристиянската партия.

## Биография
Той е роден на 22 май 1919 година във Форе край Брюксел в семейството на месар, преселил се от Мехелен. В навечерието на Втората световна война основава месопреработвателно предприятие. От 1949 до 1979 година е депутат от Социалхристиянската партия, която оглавява през 1961 – 1966 и 1979 – 1981 година. През 1966 – 1968 и 1978 – 1979 година е министър-председател. През 1986 година е осъден на 3 години пробация за данъчна измама, а през 1989 година е отвлечен за откуп от бандата на Патрик Хамерс.
Пол Ванден Буйнантс умира на 9 януари 2001 година в Алст.